# James Toney
James Nathaniel Toney (Grand Rapids, 24 agosto 1968) è un ex pugile statunitense.
Soprannominato Lights Out, è stato campione dei pesi medi e supermedi e dei cruiser.
È stato professionista dal 1988 al 2017, ritirandosi con un record di 77-10-3 (1 no contest) con 47 KO.
Conosciuto per la sua astuzia e per l'efficacia della sua difesa, vantava anche un'eccezionale velocità di braccia e potenza soprattutto all'inizio della sua carriera; era anche noto per la sua resistenza ai colpi, non essendo mai stato stoppato prima del limite. Nel 1991 e nel 2003 è stato votato Fighter of the Year dalla rivista specializzata The Ring e dalla Boxing Writers Association of America.
Nel 2001 ha interpretato Joe Frazier nel film Alì mentre nel 2010 ha combattuto un incontro di MMA contro Randy Couture a UFC 118 venendo sconfitto.

## Infanzia e adolescenza
Toney è nato ad Ann Arbor, nel Michigan, e a circa undici anni mette piede per la prima volta in una palestra di boxe, ma non prende seriamente lo sport fino al diploma.
È cresciuto vicino alle famiglie di Floyd Mayweather Jr e Buster Mathis Jr e lo stesso padre di Toney (assente nell'educazione del figlio) era un pugile. Da adolescente è stato spesso coinvolto in risse in strada e scambi di droga.
Prima della carriera nella boxe era anche un astro nascente del football e dopo le superiori ha ricevuto una borsa di studio dalla Western Michigan University per giocare come quarterback; riguardo al rifiuto delle borse di studio offertegli, disse: "Non ero fatto per il gioco di squadra e non ero bravo a ricevere ordini".

## Carriera da dilettante
Toney ha avuto una breve ma relativamente buona carriera dilettantistica conclusasi con un record di 33 vittorie (32 KO) e 2 sconfitte. Da dilettante vince nel 1983-1984 il titolo della West Michigan Division Junior, nel 1987 il Novice Golden Gloves e il Michigan Silver Gloves, mentre nel 1988 risulta vincitore alla Ohio State Fair. Da adolescente era seguito ed allenato da Gregory Owens, che è stato anche suo allenatore durante la metà degli anni '90. Il suo soprannome "Lights out" gli è stato attribuito dal Gregory Owens o dal figlio. Toney è stato anche allenato da Bill Miller, un ex pugile che lavorava alla Kronk Gym di Detroit e assistito dal leggendario Emanuel Steward, anche quest'ultimo ex pugile e allenatore di svariati campioni del mondo. Ad Emanuel Steward si accredita lo stile sviluppato da Toney deifinito "old school".

## Carriera professionista
Ha esordito da professionista il 26 ottobre 1988 contro Stephen Lee vincendo per ko tecnico alla seconda ripresa; macchia per la prima volta il suo record pareggiando con Sanderline Williams, battuto poi ai punti tre mesi più tardi. In questo avvio di carriera uno slancio decisivo avviene grazie alla vittoria nel 1991 su Merqui Sosa. Questo gli dà la possibilità di un incontro per il titolo: il 10 maggio 1991 diventa campione dei Medi International Boxing Federation (IBF) atterrando Michael Nunn all'undicesima ripresa. Difende poi la cintura nei mesi successivi battendo Reggie Johnson e Francesco Dell'Aquila e pareggiando con Mike McCallum. La sua vittoria nell'incontro successivo con David Tiberi fu molto controversa, tanto che il senatore William Roth presentò delle proteste ufficiali. Seguirono altre due difese, compresa una su McCallum.
Toney decide quindi di salire fra i supermedi, dove ottiene subito una chance mondiale dall'IBF, che sfrutta battendo Iran Barkley il 13 febbraio 1993. Dopo tre difese dove va inscena la supersfida contro l'allora re delle classifiche pound-for-pound Roy Jones Jr. (ossia il miglior pugile a prescindere dalla categoria di peso di appartenenza). Toney, come dimostrato successivamente dal rapporto della Nevada State Athletic Commission e rilasciato dall'allora presidente Marc Retner, è costretto a perdere 25 libbre (circa 10 kg) nei tre giorni precedenti alle operazioni di peso e si presenta sul ring vistosamente debilitato. Jones lo sconfigge molto nettamente per decisione unanime.
Segue un periodo di appannamento, in cui Toney prende diversi chili e viene battuto anche da Montel Griffin nel 1995. Dopo diversi incontri vittoriosi nei mediomassimi, massimi leggeri e anche massimi, nel dicembre 1996 affronta ancora Griffin, perdendo di misura. A inizio 1997 sconfigge Mike McCallum, ma perde poi dal semisconosciuto Drake Thadzi. Combatte per un certo periodo in diverse categorie e con avversari di medio livello, e nel frattempo viene scritturato da Michael Mann nel film del 2001 Alì, film biografico sul pugile campione del mondo dei pesi massimi Muhammad Ali, nel ruolo del pugile Joe Frazier.
Nell'agosto 2002 Toney batte Jason Robinson nell'eliminatoria IBF dei massimi leggeri; si qualifica così per un incontro con la cintura in palio, dove sconfigge il campione Vassiliy Jirov con verdetto unanime il 26 aprile 2003. Successivamente passa alla categoria dei massimi. L'ingresso nella serie dei pugili più pesanti avviene trionfalmente il 4 ottobre 2003, quando Toney sconfigge l'ex-campione del mondo Evander Holyfield per ko al 9º round.
Diventa campione del mondo dei pesi massimi nella versione IBA, titolo vacante, nel 2004 contro Rydell Broole. Il 30 aprile 2005 diventa campione del mondo dei massimi anche nella versione WBA sconfiggendo John Ruiz con verdetto unanime ai punti, ma il 18 maggio il titolo gli viene revocato: Toney nel test antidoping dopo l'incontro viene infatti trovato positivo al nandrolone.
Al suo ritorno sul ring prima sconfigge Dominic Guinn, poi pareggia con Hasim Rahman. A cavallo fra 2006 e 2007 ha poi incontrato due volte Samuel Peter nelle eliminatorie per contendere il mondiale WBC ad Oleg Maskaev, ma ha raccolto due sconfitte ai punti.
Si ritira definitivamente nel 2017 dopo aver vinto la cintura di campione del mondo dei pesi massimi nella versione WBF.